# 2. ročník udílení Oscarů

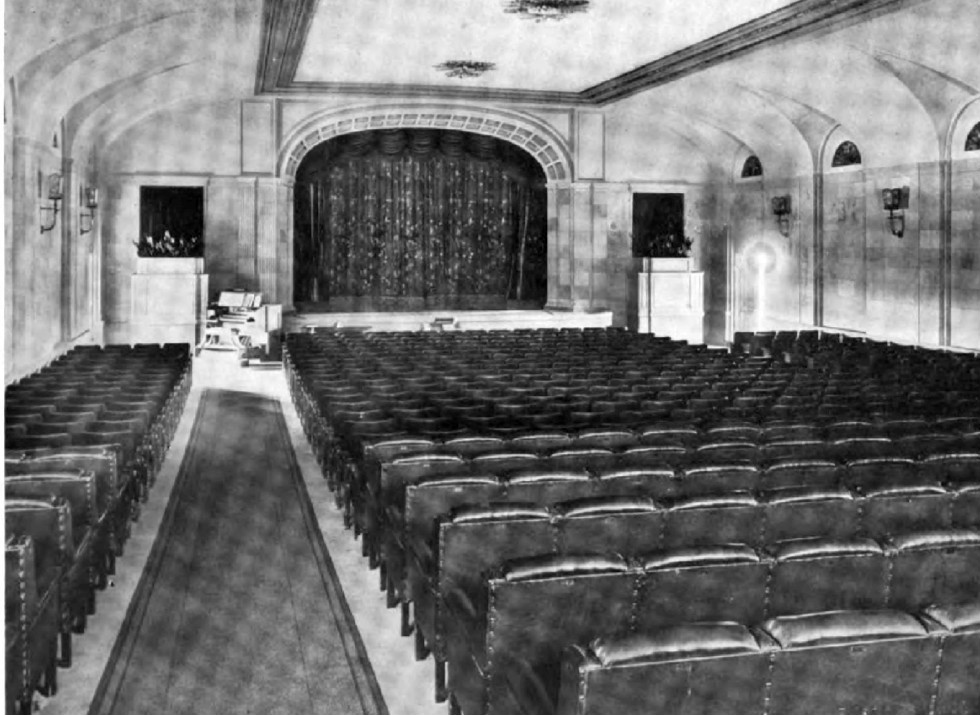
Hotel Ambasador v Los Angeles

2. ročník udílení Oscarů se konal 3. května 1930 v losangeleském hotelu Ambassador. Ceny byly určeny pro filmy, které byly uvedeny do kin v termínu od 1. srpna 1928 do 31. července 1929. Počet kategorií byl snížen ze dvanácti na sedm. V tomto ročníku nebyli oficiální kandidáti na obdržení cen.

## Vítězi a nominovaní

### Nejlepší film (produkce)
The Broadway Melody (1929) – Metro-Goldwyn-Mayer
Alibi (1929) – United Artists
In Old Arizona (1929) – 20th Century Fox
Hollywood Revue (1929) – Metro-Goldwyn-Mayer
Patriot (The Patriot; 1928) – Paramount Pictures

### Nejlepší režie
Frank Lloyd za film Nekorunovaná královna (The Divine Lady; 1929)
Lionel Barrymore za film Madame X (1929)
Harry Beaumont za film The Broadway Melody (1929)
Irving Cummings za film In Old Arizona (1929)
Frank Lloyd za film Drag (1929) a Weary River (1929)
Ernst Lubitsch za film Patriot (The Patriot; 1928)

### Nejlepší herec
Warner Baxter za roli ve filmu In Old Arizona (1929)
George Bancroft za roli ve filmu Thunderbolt (1929)
Chester Morris za roli ve filmu Alibi (1929)
Paul Muni za roli ve filmu The Valiant (1929)
Lewis Stone za roli ve filmu Patriot (The Patriot; 1928)

### Nejlepší herečka
Mary Pickford za roli ve filmu Koketa (Coquette; 1929)
Ruth Chatterton za roli ve filmu Madame X (1929)
Betty Compson za roli ve filmu The Barker (1928)
Jeanne Eagels za roli ve filmu The Letter (1929)
Corinne Griffith za roli ve filmu Nekorunovaná královna (The Divine Lady; 1929)
Bessie Love za roli ve filmu The Broadway Melody

### Nejlepší scénář
Hanns Kräly za scénář k filmu Patriot (The Patriot; 1928)
Tom Barry za scénář k filmům In Old Arizona a The Valiant
Elliot Clawson za scénář k filmům The Cop, The Leatherneck, Sal of Singapore, a Skyscraper
Hanns Kräly za scénář k filmu The Last of Mrs. Cheyney
Josephine Lovett za scénář k filmu Our Dancing Daughters
Bess Meredyth za scénář k filmu A Woman of Affairs a Wonder of Women

### Nejlepší kamera
Clyde de Vinna za film White Shadows in the South Seas
George Barnes - Our Dancing Daughters
Arthur Edeson za film In Old Arizona
Ernest Palmer za film Four Devils a Street Angel
John F. Seitz za film Nekorunovaná královna

### Nejlepší výprava
Cedric Gibbons za film The Bridge of San Luis Rey
Hans Dreier za film The Patriot
Mitchell Leisen za film Dynamite
William Cameron Menzies za film Alibi a The Awakening
Harry Oliver za film Street Angel